# Habomossens naturreservat
Habomossen är ett naturreservat i Habo kommun i Jönköpings län.
Efter att tidigare varit ett domänreservat avsattes området som naturreservat 1996. Det omfattar 8 hektar. Det är beläget 3 kilometer nordväst om Gustav Adolfs kyrka och består mest av  öppen mosse samt en tallbevuxen myrholme.

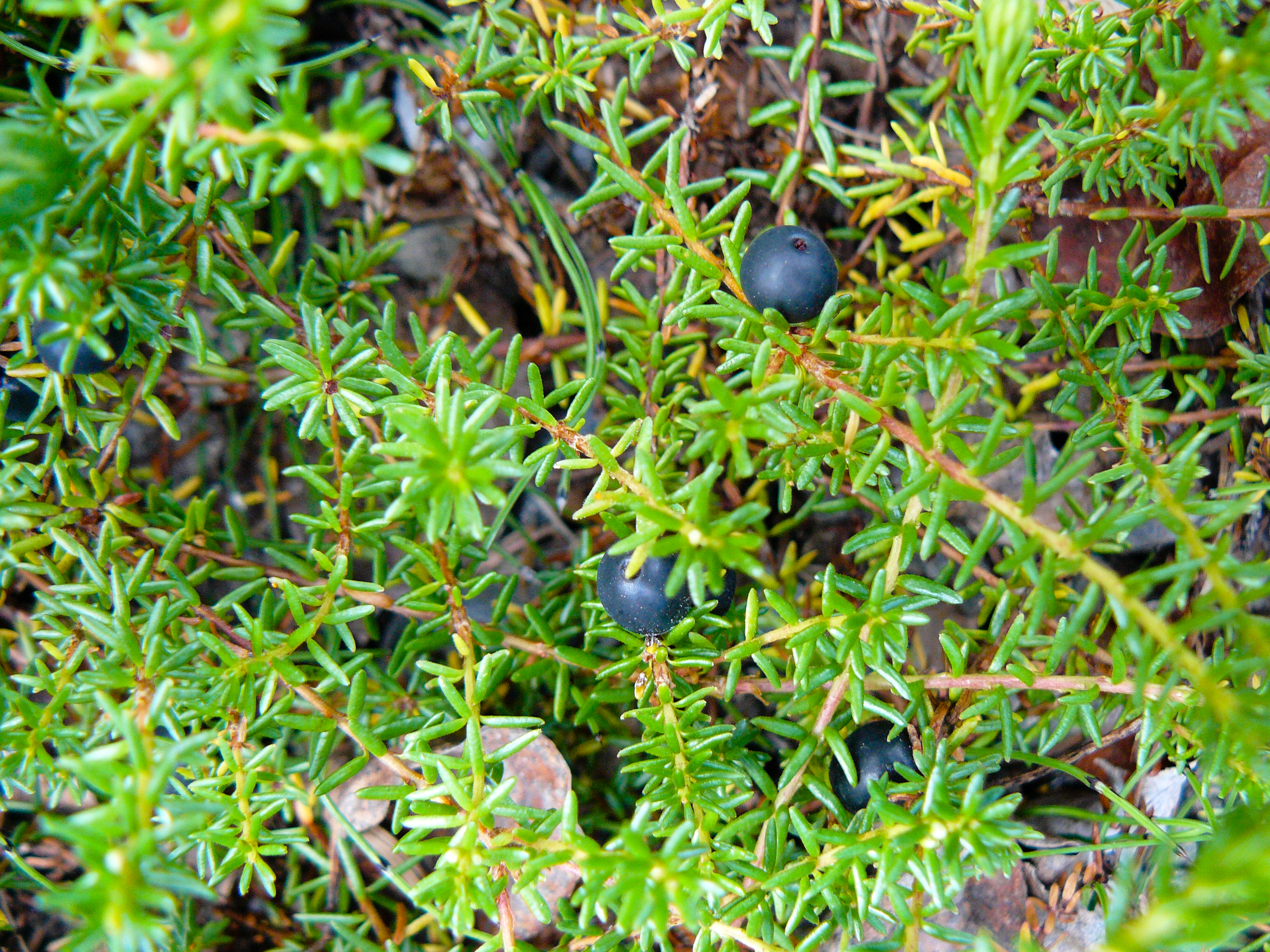
Kråkbär

Habomossen är orörd och bevarad från utdikning och torvbrytning. I mossens torrare delar växer blåbär, lingon, ljung, kråkbär, pors och lummer. Vitmossa växer över hela myren.
Fastmarksholmen är som en kalott och når fem meter över omgivande mosse. Där växer torr äldre tallskog. Holmen är särskilt värdefull på grund av den lavrika marken med bland annat renlav. I området förekommer fågelarter som ängspiplärka, buskskvätta, enkelbeckasin och grönbena.